# FA Cup 2005-06
La FA Cup 2005-06 fue la 125ª edición de la Football Association Challenge Cup, o FA Cup.
La competición inició el 20 de agosto de 2005, con la disputa de rondas regionales entre los equipos de ligas bajas. No obstante, para los clubes que integraban en ese momento la Premier League o el Football League Championship, el torneo arrancó en enero de 2006.
Cada ronda se jugaba a partido único. Si el partido acababa en empate se juega un replay, un nuevo partido, normalmente en casa del equipo que fue visitante en el primer partido, generalmente 10 días después del primer partido. Si el empate persistía, se acudía a la prórroga o, en su defecto, a la tanda de penaltis. Sin embargo, a partir de las semifinales en adelante, los encuentros tuvieron lugar en un estadio neutral, y no había replay. Es decir, en prórroga o tanda de penaltis se determinaba al ganador.
La final se disputó el 13 de mayo de 2006. Originalmente, el partido iba a inaugurar el Estadio de Wembley, pero se alegó en marzo de ese año que no iba a estar terminado para la fecha del partido, por lo que se disputó finalmente en el Millenium Stadium, en Cardiff, Gales. El Liverpool ganó su séptima FA Cup al derrotar al West Ham United en la tanda de penaltis.

## Calendario
| Ronda                        | Fecha                           | Partidos | Clubes    | Byes           | Recompensa económica |
| ---------------------------- | ------------------------------- | -------- | --------- | -------------- | -------------------- |
| Ronda extra preliminar       | Sábado 20 de agosto de 2005     | 86       | 674 → 588 | -              | £500                 |
| Ronda preliminar             | Sábado 27 de agosto de 2005     | 182      | 588 → 406 | 278: 225°-502° | £1,000               |
| Primera ronda clasificatoria | Sábado 10 de septiembre de 2005 | 124      | 406 → 282 | 66: 159°-224°  | £2,250               |
| Segunda ronda clasificatoria | Sábado 24 de septiembre de 2005 | 84       | 282 → 198 | 44: 115°-158°  | £3,750               |
| Tercera ronda clasificatoria | Sábado 8 de octubre de 2005     | 42       | 198 → 156 | -              | £5,000               |
| Cuarta ronda clasificatoria  | Sábado 22 de octubre de 2005    | 32       | 156 → 124 | 22: 93rd-114th | £10,000              |
| Primera ronda                | Sábado 5 de noviembre de 2005   | 40       | 124 → 84  | 48: 45°-92°    | £16,000              |
| Segunda ronda                | Sábado 3 de diciembre de 2005   | 20       | 84 → 64   | -              | £24,000              |
| Tercera ronda                | Sábado 7 de enero de 2006       | 32       | 64 → 32   | 44: 1°-44°     | £40,000              |
| Cuarta ronda                 | Sábado 28 de enero de 2006      | 16       | 32 → 16   | -              | £60,000              |
| Quinta ronda                 | Sábado 18 de febrero de 2006    | 8        | 16 → 8    | -              | £120,000             |
| Sexta ronda                  | Miércoles 22 de marzo de 2006   | 4        | 8 → 4     | -              | £300,000             |
| Semifinales                  | Sábado 22 de abril de 2006      | 2        | 4 → 2     | -              | £900,000             |
| Final                        | Sábado 13 de mayo de 2006       | 1        | 2 → 1     | -              | £1,000,000           |

## Resultados
Los resultados listados a continuación corresponden a partir de la primera ronda, en la que empiezan a intervenir los clubes de la League Two y League One.

### Primera ronda
Todas las series se disputaron el 5 de noviembre de 2005. De ser necesario un replay, ese se disputó el 14 de noviembre
| Serie N°                                                                   | Equipo local        | Resultado | Equipo visitante     | Asistencia |
| -------------------------------------------------------------------------- | ------------------- | --------- | -------------------- | ---------- |
| 1                                                                          | Nottingham Forest   | 1–1       | Weymouth             | 10,305     |
| replay                                                                     | Weymouth            | 0–2       | Nottingham Forest    | 6,500      |
| 2                                                                          | Southport           | 1–1       | Woking               | 1,417      |
| replay                                                                     | Woking              | 0–0       | Southport            | 2,298      |
| Woking ganó 1–0 tras la prórroga                                           |                     |           |                      |            |
| 3                                                                          | Bristol City        | 0–2       | Notts County         | 4,221      |
| 4                                                                          | Burnham             | 1–3       | Aldershot Town       | 1,623      |
| 5                                                                          | Rochdale            | 0–1       | Brentford            | 2,928      |
| 6                                                                          | Eastbourne Borough  | 1–1       | Oxford United        | 3,770      |
| replay                                                                     | Oxford United       | 3–0       | Eastbourne Borough   | 4,396      |
| 7                                                                          | Merthyr Tydfil      | 1–2       | Walsall              | 3,046      |
| 8                                                                          | Hartlepool United   | 2–1       | Dagenham & Redbridge | 3,655      |
| 9                                                                          | Bradford City       | 2–1       | Tranmere Rovers      | 6,116      |
| 10                                                                         | Barnet              | 0–1       | Southend United      | 3,545      |
| 11                                                                         | Peterborough United | 0–0       | Burton Albion        | 3,857      |
| replay                                                                     | Burton Albion       | 1–0       | Peterborough United  | 2,511      |
| 12                                                                         | Cheltenham Town     | 1–0       | Carlisle United      | 2,405      |
| 13                                                                         | Histon              | 4–0       | Hednesford Town      | 1,080      |
| 14                                                                         | York City           | 0–3       | Grays Athletic       | 3,586      |
| 15                                                                         | Swindon Town        | 2–2       | Boston United        | 3,814      |
| replay                                                                     | Boston United       | 4–1       | Swindon Town         | 2,467      |
| 16                                                                         | Chasetown           | 1–1       | Oldham Athletic      | 1,997      |
| replay                                                                     | Oldham Athletic     | 4–0       | Chasetown            | 7,235      |
| 17                                                                         | Bournemouth         | 1–2       | Tamworth             | 4,559      |
| 18                                                                         | Chester City        | 2–1       | Folkestone Invicta   | 2,503      |
| 19                                                                         | Kettering Town      | 1–3       | Stevenage Borough    | 4,548      |
| 20                                                                         | Nuneaton Borough    | 2–0       | Ramsgate             | 2,153      |
| 21                                                                         | Huddersfield Town   | 4–1       | Welling United       | 5,578      |
| 22                                                                         | Cambridge City      | 0–1       | Hereford United      | 1,116      |
| 23                                                                         | Port Vale           | 2–1       | Wrexham              | 5,046      |
| 24                                                                         | Halifax Town        | 1–1       | Rushden & Diamonds   | 2,303      |
| replay                                                                     | Rushden & Diamonds  | 0–0       | Halifax Town         | 2,133      |
| 0–0 tras la prórroga — Rushden & Diamonds ganó 5-4 en la tanda de penales. |                     |           |                      |            |
| 25                                                                         | Barnsley            | 1–0       | Darlington           | 6,059      |
| 26                                                                         | Torquay United      | 1–1       | Harrogate Town       | 2,079      |
| replay                                                                     | Harrogate Town      | 0–0       | Torquay United       | 3,317      |
| 0–0 tras la prórroga — Torquay United ganó 6-5 en la tanda de penales      |                     |           |                      |            |
| 27                                                                         | Doncaster Rovers    | 4–1       | Blackpool            | 4,332      |
| 28                                                                         | Shrewsbury Town     | 4–1       | Braintree Town       | 2,969      |
| 29                                                                         | Bury                | 2–2       | Scunthorpe United    | 2,940      |
| replay                                                                     | Scunthorpe United   | 0–0       | Bury                 | 4,006      |
| Scunthorpe United ganó 1–0 tras la prórroga                                |                     |           |                      |            |
| 30                                                                         | Morecambe           | 1–3       | Northwich Victoria   | 2,166      |
| 31                                                                         | Burscough           | 3–2       | Gillingham           | 1,927      |
| 32                                                                         | Stockport County    | 2–0       | Swansea City         | 2,978      |
| 33                                                                         | Macclesfield Town   | 1–1       | Yeovil Town          | 1,943      |
| replay                                                                     | Yeovil Town         | 4–0       | Macclesfield Town    | 4,456      |
| 34                                                                         | Chippenham Town     | 1–1       | Worcester City       |            |
| replay                                                                     | Worcester City      | 1–0       | Chippenham Town      | 4,006      |
| 35                                                                         | Wycombe Wanderers   | 1–3       | Northampton Town     | 3,974      |
| 36                                                                         | Grimsby Town        | 1–2       | Bristol Rovers       | 2,680      |
| 37                                                                         | Rotherham United    | 3–4       | Mansfield Town       | 4,089      |
| 38                                                                         | Colchester United   | 9–1       | Leamington           | 3,513      |
| 39                                                                         | Lincoln City        | 1–1       | Milton Keynes Dons   | 3,508      |
| replay                                                                     | Milton Keynes Dons  | 2–1       | Lincoln City         | 4,029      |
| 40                                                                         | Leyton Orient       | 2–1       | Chesterfield         | 3,554      |
| replay                                                                     | Chesterfield        | 1–2       | Leyton Orient        | 4,895      |

### Segunda ronda
Los 40 clubes que avanzaron de la primera ronda, se cruzan en esta instancia para reducir el número de clubes participantes a 20.
Las series se disputaron del 2 de diciembre de 2005 al 4 de diciembre. De ser enecesario el replay, la fecha fijada es el 13 de diciembre.
| Serie N° | Equipo local       | Resultado | Equipo visitante   | Asistencia |
| -------- | ------------------ | --------- | ------------------ | ---------- |
| 1        | Walsall            | 2–0       | Yeovil Town        | 4,580      |
| 2        | Woking             | 0–0       | Northwich Victoria | 2,462      |
| replay   | Northwich Victoria | 2–1       | Woking             | 2,302      |
| 3        | Burton Albion      | 4–1       | Burscough          | 4,499      |
| 4        | Aldershot Town     | 0–1       | Scunthorpe United  | 3,584      |
| 5        | Shrewsbury Town    | 1–2       | Colchester United  | 3,695      |
| 6        | Hartlepool United  | 1–2       | Tamworth           | 3,786      |
| 7        | Cheltenham Town    | 1–1       | Oxford United      | 4,592      |
| replay   | Oxford United      | 1–2       | Cheltenham Town    | 3,455      |
| 8        | Mansfield Town     | 3–0       | Grays Athletic     | 2,992      |
| 9        | Hereford United    | 0–2       | Stockport County   | 3,620      |
| 10       | Stevenage Borough  | 2–2       | Northampton Town   | 3,937      |
| replay   | Northampton Town   | 2–0       | Stevenage Borough  | 4,407      |
| 11       | Port Vale          | 1–1       | Bristol Rovers     | 4,483      |
| replay   | Bristol Rovers     | 0–1       | Port Vale          | 5,623      |
| 12       | Boston United      | 1–2       | Doncaster Rovers   | 3,995      |
| 13       | Rushden & Diamonds | 0–1       | Leyton Orient      | 3,245      |
| 14       | Nuneaton Borough   | 2–2       | Histon             | 3,366      |
| replay   | Histon             | 1–2       | Nuneaton Borough   | 3,077      |
| 15       | Oldham Athletic    | 1–1       | Brentford          | 4,365      |
| replay   | Brentford          | 1–0       | Oldham Athletic    | 3,146      |
| 16       | Southend United    | 1–2       | Milton Keynes Dons | 5,267      |
| 17       | Worcester City     | 0–1       | Huddersfield Town  | 4,163      |
| 18       | Torquay United     | 2–1       | Notts County       | 2,407      |
| 19       | Barnsley           | 1–1       | Bradford City      | 7,051      |
| replay   | Bradford City      | 3–5       | Barnsley           | 4,738      |
| 20       | Chester City       | 3–0       | Nottingham Forest  | 4,732      |

### Tercera ronda
Los 20 clubs que avanzaron de la segunda ronda se suman a los 24 clubes que integran el Football League Championship y los 20 que juegan la Premier League, incluyendo al vigente campeón Arsenal
Las llaves se disputaron los días sábado 7 y domingo 8 de enero de 2006. Los replays en caso de ser necesario de disputaron losdías 17 y 18 de enero.
Uno de los hechos destacados en la ronda, fue el empate entre el Manchester United (de la Premier League) contra el Burton Albion (de la Conference National, quinta categoría) en el primer partido en el Pirelli Stadium. Sin embargo, en el replay, el united goleó por 5-0.
| Serie N°                                                        | Equipo local            | Resultado | Equipo visitante     | Asistencia |
| --------------------------------------------------------------- | ----------------------- | --------- | -------------------- | ---------- |
| 1                                                               | West Bromwich Albion    | 1–1       | Reading              | 19,197     |
| replay                                                          | Reading                 | 2–2       | West Bromwich Albion | 16,737     |
| Reading win 3-2 after extra time                                |                         |           |                      |            |
| 2                                                               | Fulham                  | 1–2       | Leyton Orient        | 13,394     |
| 3                                                               | Brighton & Hove Albion  | 0–1       | Coventry City        | 6,734      |
| 4                                                               | Wolverhampton Wanderers | 1–0       | Plymouth Argyle      | 11,041     |
| 5                                                               | Port Vale               | 2–1       | Doncaster Rovers     | 4,923      |
| 6                                                               | Sheffield Wednesday     | 2–4       | Charlton Athletic    | 14,851     |
| 7                                                               | Torquay United          | 0–0       | Birmingham City      | 5,974      |
| replay                                                          | Birmingham City         | 2–0       | Torquay United       | 24,650     |
| 8                                                               | Manchester City         | 3–1       | Scunthorpe United    | 27,779     |
| 9                                                               | Newcastle United        | 1–0       | Mansfield Town       | 41,459     |
| 10                                                              | Luton Town              | 3–5       | Liverpool            | 10,170     |
| 11                                                              | Preston North End       | 2–1       | Crewe Alexandra      | 8,380      |
| 12                                                              | Stoke City              | 0–0       | Tamworth             | 9,366      |
| replay                                                          | Tamworth                | 1–1       | Stoke City           | 3,812      |
| 1-1 tras la prórroga, Stoke ganó 5 – 4 en la tanda de penaltis. |                         |           |                      |            |
| 13                                                              | Derby County            | 2–1       | Burnley              | 12,713     |
| 14                                                              | Southampton             | 4–3       | Milton Keynes Dons   | 15,908     |
| 15                                                              | Blackburn Rovers        | 3–0       | Queens Park Rangers  | 12,705     |
| 16                                                              | Arsenal                 | 2–1       | Cardiff City         | 36,552     |
| 17                                                              | Stockport County        | 2–3       | Brentford            | 4,078      |
| 18                                                              | Norwich City            | 1–2       | West Ham United      | 23,968     |
| 19                                                              | Ipswich Town            | 0–1       | Portsmouth           | 15,593     |
| 20                                                              | Wigan Athletic          | 1–1       | Leeds United         | 10,980     |
| replay                                                          | Leeds United            | 2–2       | Wigan Athletic       | 15,243     |
| 3-3 tras la prórroga, Wigan ganó 4 – 2 en la tanda de penaltis. |                         |           |                      |            |
| 21                                                              | Sunderland              | 3–0       | Northwich Victoria   | 19,329     |
| 22                                                              | Chelsea                 | 2–1       | Huddersfield Town    | 41,650     |
| 23                                                              | Cheltenham Town         | 2–2       | Chester City         | 4,741      |
| replay                                                          | Chester City            | 0–1       | Cheltenham Town      | 5,096      |
| 24                                                              | Leicester City          | 3–2       | Tottenham Hotspur    | 19,844     |
| 25                                                              | Watford                 | 0–3       | Bolton Wanderers     | 13,239     |
| 26                                                              | Sheffield United        | 1–2       | Colchester United    | 11,820     |
| 27                                                              | Nuneaton Borough        | 1–1       | Middlesbrough        | 6,000      |
| replay                                                          | Middlesbrough           | 5–2       | Nuneaton Borough     | 26,255     |
| 28                                                              | Hull City               | 0–1       | Aston Villa          | 17,051     |
| 29                                                              | Barnsley                | 1–1       | Walsall              | 6,884      |
| replay                                                          | Walsall                 | 2–0       | Barnsley             | 4,074      |
| 30                                                              | Burton Albion           | 0–0       | Manchester United    | 6,191      |
| replay                                                          | Manchester United       | 5–0       | Burton Albion        | 53,564     |
| 31                                                              | Crystal Palace          | 4–1       | Northampton Town     | 10,391     |
| 32                                                              | Millwall                | 1–1       | Everton              | 16,440     |
| replay                                                          | Everton                 | 1–0       | Millwall             | 25,800     |

### Cuarta ronda
La cuarta ronda la disputan los 32 clubes que superaron la tercera ronda. Las fechadas fijadas para su realización son el 28 y 29 de enero, y para los ocasionales replays los días 7 y 8 de febrero.
| Serie N° | Equipo local            | Resultado | Equipo visitante  | Asistencia |
| -------- | ----------------------- | --------- | ----------------- | ---------- |
| 1        | Stoke City              | 2–1       | Walsall           | 8,834      |
| 2        | Cheltenham Town         | 0–2       | Newcastle United  | 7,022      |
| 3        | Coventry City           | 1–1       | Middlesbrough     | 28,120     |
| replay   | Middlesbrough           | 1–0       | Coventry City     | 14,131     |
| 4        | Reading                 | 1–1       | Birmingham City   | 23,762     |
| replay   | Birmingham City         | 2–1       | Reading           | 16,644     |
| 5        | Portsmouth              | 1–2       | Liverpool         | 17,247     |
| 6        | Leicester City          | 0–1       | Southampton       | 20,427     |
| 7        | Bolton Wanderers        | 1–0       | Arsenal           | 13,326     |
| 8        | Aston Villa             | 3–1       | Port Vale         | 30,434     |
| 9        | Brentford               | 2–1       | Sunderland        | 11,698     |
| 10       | Manchester City         | 1–0       | Wigan Athletic    | 30,811     |
| 11       | Everton                 | 1–1       | Chelsea           | 29,742     |
| replay   | Chelsea                 | 4–1       | Everton           | 39,301     |
| 12       | Preston North End       | 1–1       | Crystal Palace    | 9,489      |
| replay   | Crystal Palace          | 1–2       | Preston North End | 7,356      |
| 13       | West Ham United         | 4–2       | Blackburn Rovers  | 23,700     |
| 14       | Colchester United       | 3–1       | Derby County      | 5,933      |
| 15       | Charlton Athletic       | 2–1       | Leyton Orient     | 22,029     |
| 16       | Wolverhampton Wanderers | 0–3       | Manchester United | 28,333     |

### Quinta ronda
Los partidos se disputaron los días 18 y 19 de febrero de 2006, mientras que de ser necesario un replay, estos se disputaron los días 14-15 de marzo.
Liverpool venció por 1-0 al Manchester United, lo cual dejó al United sin chances de poder obtener el doblete copero, y terminó con una racha de 85 años sin triunfos del Liverpool sobre el United por FA Cup.
| Serie N° | Equipo local      | Resultado | Equipo visitante  | Asistencia |
| -------- | ----------------- | --------- | ----------------- | ---------- |
| 1        | Preston North End | 0–2       | Middlesbrough     | 19,877     |
| 2        | Newcastle United  | 1–0       | Southampton       | 40,975     |
| 3        | Aston Villa       | 1–1       | Manchester City   | 23,847     |
| replay   | Manchester City   | 2–1       | Aston Villa       | 33,006     |
| 4        | Chelsea           | 3–1       | Colchester United | 41,810     |
| 5        | Charlton Athletic | 3–1       | Brentford         | 22,098     |
| 6        | Liverpool         | 1–0       | Manchester United | 44,039     |
| 7        | Bolton Wanderers  | 0–0       | West Ham United   | 17,120     |
| replay   | West Ham United   | 2–1       | Bolton Wanderers  | 24,685     |
| 8        | Stoke City        | 0–1       | Birmingham City   | 18,768     |

### Sexta ronda
El partido más destacado en esta ronda fue la goleada por 7-0 del Liverpool como visitante ante el Birmingham City, lo cual fue una de las victorias más amplias en una llave de cuartos de final de FA Cup
Todos los cuarto finalistas, en ese momento, formaban parte de la Premier League
| 23 de marzo de 2006 | Charlton Athletic | 0:0     | Middlesbrough | The Valley, Londres                                   |                                                       |
|                     |                   | Reporte |               | Asistencia: 24,187 espectadores Árbitro(s): Mike Dean | Asistencia: 24,187 espectadores Árbitro(s): Mike Dean |

| 20 de marzo de 2006 | Manchester City | 1:2 (0:1) | West Ham United | Estadio Ciudad de Mánchester, Mánchester          |                                                   |
|                     | Musampa 84'     | Reporte   | Ashton 40' 68'  | Entradas vendidas: 39,357 Árbitro(s): Howard Webb | Entradas vendidas: 39,357 Árbitro(s): Howard Webb |

| 22 de marzo de 2006 | Chelsea       | 1:0 (1:0) | Newcastle United | Stamford Bridge, Londres                                  |                                                           |
|                     | John Terry 3' | Reporte   |                  | Asistencia: 42,279 espectadores Árbitro(s): Steve Bennett | Asistencia: 42,279 espectadores Árbitro(s): Steve Bennett |

| 21 de marzo de 2006 | Birmingham City | 0:7 (0:3) | Liverpool                                                                             | St Andrew's Stadium, Birmingham                        |                                                        |
|                     |                 | Reporte   | Hyypiä 1' · Crouch 4' 37' · Morientes 59' · Riise 69' · Tébily 76' (a.g.) · Cissé 88' | Asistencia: 27,378 espectadores Árbitro(s): Rob Styles | Asistencia: 27,378 espectadores Árbitro(s): Rob Styles |

#### Replays
| 12 de abril de 2006 | Middlesbrough                                                | 4:2 (2:1) | Charlton Athletic                 | Riverside Stadium, Middlesbrough                      |                                                       |
|                     | Rochemback 10' · Morrison 25' · Hasselbaink 72' · Viduka 76' | Reporte   | Hughes 12' · Southgate 75' (a.g.) | Asistencia: 30,248 espectadores Árbitro(s): Phil Dowd | Asistencia: 30,248 espectadores Árbitro(s): Phil Dowd |

### Semifinales
La derrota del Chelsea 2-1 ante Liverpool acabó con sus posibilidades de ganar el doblete de liga y FA Cup, mientras que el Middlesborough con su derrota no pudo hacer el doblete de Copa de la UEFA y FA Cup.
El West Ham alcanzó su primera final tras 26 años, y curiosamente, cinco días después del triunfo, su entrenador de aquella final, John Lyall falleció.
| 22 de abril de 2006 | Chelsea    | 1:2 (0:1) | Liverpool                   | Old Trafford, Mánchester        |                                 |
|                     | Drogba 69' | Reporte   | Riise 20' · Luis García 52' | Asistencia: 64,575 espectadores | Asistencia: 64,575 espectadores |

| 23 de abril de 2006 | Middlesbrough | 0:1 (0:0) | West Ham United | Villa Park, Birmingham          |                                 |
|                     |               | Reporte   | Harewood 77'    | Asistencia: 39,148 espectadores | Asistencia: 39,148 espectadores |

### Final
La final se disputó el 13 de mayo de 2006 en el Millenium Stadium de Cardiff. En una de las finales más emocionantes, el Liverpool empató en tiempo añadido gracias al gol de Steven Gerrard, lo cual dejó el partido empatado 3-3. Tras la prórroga, se debió acudir a la tanda de penaltis. 
| Final; 13 de mayo de 2006              | Liverpool                         | 3:3 (1:2, 3:3) (t. s.)(3:1 p.) | West Ham United                                   | Millennium Stadium, Cardiff                            |                                                        |
|                                        | Cissé 34' · Gerrard 54' 90+1'     | Reporte                        | Carragher 21' (a.g.) · Ashton 28' · Konchesky 64' | Asistencia: 71,140 espectadores Árbitro(s): Alan Wiley | Asistencia: 71,140 espectadores Árbitro(s): Alan Wiley |
|                                        |                                   | Tiros desde el punto penal     |                                                   |                                                        |                                                        |
|                                        | Hamann · Hyypiä · Gerrard · Riise |                                | Zamora · Sheringham · Konchesky · Ferdinand       |                                                        |                                                        |
| Liverpool campeón de la FA Cup 2005-06 |                                   |                                |                                                   |                                                        |                                                        |

| 25         | POR        | Pepe Reina      |     |
| 3          | DEF        | Steve Finnan    |     |
| 23         | DEF        | Jamie Carragher |     |
| 4          | DEF        | Sami Hyypiä     |     |
| 6          | DEF        | John Arne Riise |     |
| 8          | MED        | Steven Gerrard  |     |
| 14         | MED        | Xabi Alonso     | 87' |
| 22         | MED        | Mohamed Sissoko |     |
| 7          | MED        | Harry Kewell    | 48' |
| 15         | DEL        | Peter Crouch    | 71' |
| 9          | DEL        | Djibril Cissé   |     |
| Entrenador | Entrenador | Rafael Benítez  |     |

| 34         | POR        | Shaka Hislop        |     |
| 2          | DEF        | Lionel Scaloni      |     |
| 5          | DEF        | Anton Ferdinand     |     |
| 4          | DEF        | Danny Gabbidon      |     |
| 3          | DEF        | Paul Konchesky      |     |
| 15         | MED        | Yossi Benayoun      |     |
| 20         | MED        | Nigel Reo-Coker     |     |
| 6          | MED        | Carl Fletcher       | 77' |
| 11         | MED        | Matthew Etherington | 85' |
| 10         | DEL        | Marlon Harewood     |     |
| 9          | DEL        | Dean Ashton         | 71' |
| Entrenador | Entrenador | Alan Pardew         |     |

| 19 | DEL | Fernando Morientes | 48' |
| 2  | DEF | Jan Kromkamp       | 67' |
| 16 | MED | Dietmar Hamann     | 71' |

| 25 | DEL | Bobby Zamora     | 71' |
| 7  | DEF | Christian Dailly | 77' |
| 8  | DEL | Teddy Sheringham | 85' |

| Anotado | 32' | Djibril Cissé  | 1-2 |
| Anotado | 54' | Steven Gerrard | 2-2 |
| Anotado | 91' | Steven Gerrard | 3-3 |

| Anotado · Autogol | 21' | Jamie Carragher | 0-1 |
| Anotado           | 28' | Dean Ashton     | 0-2 |
| Anotado           | 64' | Paul Konchesky  | 2-3 |

| Dietmar Hamann  | Acierto de penal | 1:0 |                  |                  |
|                 |                  | 1:0 | Fallo de penal   | Bobby Zamora     |
| Sami Hyypiä     | Fallo de penal   | 1:0 |                  |                  |
|                 |                  | 1:1 | Acierto de penal | Teddy Sheringham |
| Steven Gerrard  | Acierto de penal | 2:1 |                  |                  |
|                 |                  | 2:1 | Fallo de penal   | Paul Konchesky   |
| John Arne Riise | Acierto de penal | 3:1 |                  |                  |
|                 |                  | 3:1 | Fallo de penal   | Rio Ferdinand    |

| Amonestado | 62'  | Jamie Carragher |
| Amonestado | 118' | Dietmar Hamann  |

| Amonestado | 59' | Dean Ashton |

| Árbitro | Alan Wiley |

| 25         | POR        | Pepe Reina      |     |
| 3          | DEF        | Steve Finnan    |     |
| 23         | DEF        | Jamie Carragher |     |
| 4          | DEF        | Sami Hyypiä     |     |
| 6          | DEF        | John Arne Riise |     |
| 8          | MED        | Steven Gerrard  |     |
| 14         | MED        | Xabi Alonso     | 87' |
| 22         | MED        | Mohamed Sissoko |     |
| 7          | MED        | Harry Kewell    | 48' |
| 15         | DEL        | Peter Crouch    | 71' |
| 9          | DEL        | Djibril Cissé   |     |
| Entrenador | Entrenador | Rafael Benítez  |     |

| 34         | POR        | Shaka Hislop        |     |
| 2          | DEF        | Lionel Scaloni      |     |
| 5          | DEF        | Anton Ferdinand     |     |
| 4          | DEF        | Danny Gabbidon      |     |
| 3          | DEF        | Paul Konchesky      |     |
| 15         | MED        | Yossi Benayoun      |     |
| 20         | MED        | Nigel Reo-Coker     |     |
| 6          | MED        | Carl Fletcher       | 77' |
| 11         | MED        | Matthew Etherington | 85' |
| 10         | DEL        | Marlon Harewood     |     |
| 9          | DEL        | Dean Ashton         | 71' |
| Entrenador | Entrenador | Alan Pardew         |     |

| 19 | DEL | Fernando Morientes | 48' |
| 2  | DEF | Jan Kromkamp       | 67' |
| 16 | MED | Dietmar Hamann     | 71' |

| 25 | DEL | Bobby Zamora     | 71' |
| 7  | DEF | Christian Dailly | 77' |
| 8  | DEL | Teddy Sheringham | 85' |

| Anotado | 32' | Djibril Cissé  | 1-2 |
| Anotado | 54' | Steven Gerrard | 2-2 |
| Anotado | 91' | Steven Gerrard | 3-3 |

| Anotado · Autogol | 21' | Jamie Carragher | 0-1 |
| Anotado           | 28' | Dean Ashton     | 0-2 |
| Anotado           | 64' | Paul Konchesky  | 2-3 |

| Dietmar Hamann  | Acierto de penal | 1:0 |                  |                  |
|                 |                  | 1:0 | Fallo de penal   | Bobby Zamora     |
| Sami Hyypiä     | Fallo de penal   | 1:0 |                  |                  |
|                 |                  | 1:1 | Acierto de penal | Teddy Sheringham |
| Steven Gerrard  | Acierto de penal | 2:1 |                  |                  |
|                 |                  | 2:1 | Fallo de penal   | Paul Konchesky   |
| John Arne Riise | Acierto de penal | 3:1 |                  |                  |
|                 |                  | 3:1 | Fallo de penal   | Rio Ferdinand    |

| Amonestado | 62'  | Jamie Carragher |
| Amonestado | 118' | Dietmar Hamann  |

| Amonestado | 59' | Dean Ashton |

| Árbitro | Alan Wiley |

|           |
| England   |
| Campeón   |
| Liverpool |
| 7º título |

## Cobertura
Reino Unido
- BBC
- Sky Sports